# تسويق العصابات
تسويق العصابات هو في الأصل مصطلح يشير إلى إستراتيجية تسويقية تعتمد على استخدام وسائل منخفضة التكلفة وغير تقليدية (مثل الجرافيتي أو الملصقات، إلخ) في إطار محلي (بشكل عام) لجذب الانتباه لفكرة أو منتج أو خدمة. تطور مصطلح تسويق العصابات اليوم ليشمل أمور أخرى مثل الترويج عبر شبكة من الأفراد أو المجموعات أو المؤسسات التي تعمل لإشاعة المعرفة بمنتج أو فكرة معينة من خلال استخدام إستراتيجيات مثل التجمع المفاجئ أو التسويق الفيروسي أو الإعلان على الإنترنت

## أنواعه

### التسويق الخارجي
الإعلان الخارجي عبارة عن إعلان يُقدّم عل عناصر البيئة، بما في ذلك كل سطح مادي متاح تقريبًا. يُعدّ مزيجًا من الذكاء والمرونة والاستخدام الفعال للجو المحيط بنا. يمكن العثور على هذا النوع من الإعلانات في أي مكان وفي كل مكان بدءًا من مجفف الأيدي في الحمامات العامة ومضخات البنزين وحتى الأحزمة على مقاعد الحافلات وعلب كرات الغولف.

### التسويق الخفي
التسويق الخفي هو فعل متعمد لدخول السوق أو العمل فيه أو الخروج منه بطريقة خبيثة أو سرية أو غير محسوسة أو محاولة للقيام بذلك.

### التسويق الفيروسي/ الطنّان
يصف التسويق الفيروسي أي إستراتيجية تشجع الأفراد على تمرير رسالة تسويقية للآخرين، وهذا ما يخلق إمكانية النمو الأُسّي في عرض الرسالة وتأثيرها. ومثل الفيروسات، تستفيد مثل هذه الاستراتيجيات من انتشار الرسالة السريع للآلاف والملايين من الأشخاص. أُشير إلى التسويق الفيروسي خارج الإنترنت بعدة أسماء، مثل: الكلام الشفهي، الاستفادة من الوسائط، التسويق عبر الشبكة، ولكن في الإنترنت، يطلق عليه اسم التسويق الفيروسي.
وبالمثل، يستخدم هذا النوع من التسويق وسائط رفيعة المستوى لتشجيع الجمهور على مناقشة العلامة التجارية أو المنتج. وهو يعمل بشكل أفضل عندما تكون ردود المستهلك حقيقية على منتج أو خدمة ما، أي دون أن تدفع الشركة لهم مقابل ذلك.

### التسويق الشعبي
تهدف الحملات الشعبية إلى كسب العملاء بشكل فردي. ولا تتعلق الحملة الشعبية الناجحة بنشر الرسالة التسويقية على أمل اهتمام المستهلكين المحتملين بها، بل تسلط الضوء على العلاقة الشخصية بين المستهلك والعلامة التجارية وجعل هذه العلاقة دائمة.

### الدعاية الشعبية الزائفة
تعد الدعاية الشعبية الزائفة من بين استراتيجيات تسويق العصابات الأكثر إثارةً للجدل، وتشكل عامل خطر كبير بالنسبة للشركة التي تقوم بتسويق المنتج أو الخدمة بهذه الطريقة. مثال على ذلك: العشب الصناعي، الذي يُستخدم غالبًا في ملاعب كرة القدم أو ملاعب التنس - والمعروف أيضًا بالعشب المزيف. تشمل الدعاية الشعبية الزائفة خلق ضجة مصطنعة حول منتج أو شركة معينة من خلال مراجعة أو مناقشة مكتوبة على المدونات أو المنتديات عبر الإنترنت من قبل فرد يُدفع له مقابل نقل وجهة نظر إيجابية. يمكن أن يكون لذلك تأثير سلبي وضار على الشركة، في حال اشتبه المستهلك في أن المراجعة أو الرأي غير حقيقي، وهذا ما يضر بسمعة الشركة أو يصل إلى أسوأ من ذلك بأن يؤدي إلى مقاضاة الشركة.

### التسويق في الشوارع
يستخدم التسويق في الشوارع وسائل غير تقليدية للإعلان أو الترويج للمنتجات والعلامات التجارية في الأماكن العامة. الهدف الرئيسي هو تشجيع المستهلكين على تذكر العلامة التجارية أو المنتج المسوق له. وبما أن التسويق في الشوارع جزء من تسويق العصابات فهو يشمل جميع الأنشطة التسويقية التي تُنفذ في الشوارع والمناطق العامة، مثل: الحدائق والشوارع والمناسبات وما إلى ذلك. ويشمل أيضًا الإعلان في الهواء الطلق، مثل عربات التسوق (عربات التسوق في الولايات المتحدة) والمراحيض العامة ووسائل النقل العامة وأغطية الكوّات وممرات المشاة وحاويات القمامة، وغيرها.
لا يقتصر تسويق الشوارع على الإعلانات الثابتة. إذ تستخدم المؤسسات بشكل شائع سفراء للعلامات التجارية لتوزيع عينات من المنتج أو قسائم الخصم، وللإجابة عن الاستفسارات حول المنتج مع التأكيد على العلامة التجارية. قد يصاحب سفراء العلامة التجارية كشك يحتوي على عينات من المنتج أو مواد توضيحية. فالتفاعل المادي مع المستهلكين له قوة تأثير أكبر من الإعلان السلبي التقليدي.
يُفهم التسويق في الشوارع على أنه تعزيز للخيال الموجود فيه وليس فقط تعبئة لمساحات ما: خيال ثقافة الشارع وفن الشارع. غالبًا ما يُنظر إلى جيل الألفية الذي يتكون على نطاق واسع من الشباب الحضريين (15 - 30 عامًا) باعتباره الهدف الأكثر عرضةً لهذه الحملات بسبب ارتباطه بثقافة الشارع.
ووفقًا لمارسيل سوسيت وبرنارد كوفا، يمكن استخدام التسويق في الشوارع كمصطلح عام يشمل ستة أنواع رئيسية من الأنشطة:
- توزيع النشرات أو المنتجات

يعد هذا النشاط الأكثر تقليدية والشكل الأكثر شيوعًا للتسويق في الشوارع المستخدم من قبل العلامات التجارية.
- الرسوم المتحركة للمنتج

ويتكون هذا النشاط من تخصيص مساحة عالية الحركة باستخدام صور العلامة التجارية.  الفكرة هي إنشاء عالم صغير من أجل الترويج لمنتج أو خدمة جديدة.
- الرسوم المتحركة البشرية

الهدف من هذه الإجراءات هو خلق مساحة لتوصيل رسالة العلامة التجارية من خلال النشاط البشري.
- عروض الطريق

وهو شكل من أشكال العرض المتحرك المعتمد على وسائل النقل: سيارات الأجرة والدراجات، وغيرها من الوسائل.
- نشاطات مكشوفة

تتضمن هذه الأنشطة عناصر من الشارع.
- نشاطات الأحداث العامة

تأخذ هذه الأنشطة شكل التجمعات المفاجئة، والفكرة منها هي الترويج لمنتج أو خدمة أو قيمة العلامة التجارية من خلال تنظيم حدث عام.

## الإجراءات النموذجية
تحدد الشركات بدايةً الأماكن العامة المناسبة لتطوير الحملات التسويقية، مثل: الشواطئ والمناسبات الثقافية والأماكن القريبة من المدارس والمناسبات الرياضية ومناطق الترفيه للأطفال. بعد ذلك، يتعين على هذه الشركات وضع خطة للاقتراب من وسائل الإعلام المختلفة والسوق المستهدفة. من أجل جذب الانتباه، لا تقتصر أحداث التسويق في الشوارع على الأنشطة غير المعتادة فحسب، بل تستخدم التكنولوجيا كجزء منها. والغرض من ذلك هو زيادة قيمة الحملات وجذب انتباه المستهلكين المحتملين.
إلى جانب ذلك، تأخذ الخطط التي تضعها الشركات في الاعتبار أن تسويق العصابات أو التسويق في الشوارع ينطوي على تواصل وتفاعل عالميين وليس محصورًا فقط مع العملاء أو وسائل الإعلام. وقد طُوّر أيضًا لتحديد الفرص وجمع معلومات كافية حول المنتجات والأسواق والمنافسين. فعلى سبيل المثال، بالنسبة للأعمال، من المهم الحفاظ على العملاء، بدلاً من اختيار عروض المنافسين. تطبق الشركات استراتيجيات مبتكرة للإبقاء على مكانتها في السوق، بالإضافة إلى استعمال إعلانات من خلال وسائل أخرى، مثل الراديو والتلفزيون، عند استخدام التسويق في الشوارع.
هناك أمثلة مختلفة للاستراتيجيات المستخدمة في تسويق العصابات؛ أحدها هو تقديم عروض لزيادة المبيعات. وفي كثير من الحالات، لا تقدم الشركات منتجاتها أو خدماتها بهدف الاعتراف بها فحسب، بل بهدف تقديم أشياء أخرى بشكل مجاني. مثال آخر: هو تقديم عروض لجمع التبرعات، يعتبر الهدف من هذه الاستراتيجية هو مساعدة المنظمات الأخرى مثل المدارس، من خلال تقديم الدعم المالي لها. تطبق معظم الشركات هذه الطريقة ليس فقط لزيادة مبيعاتها، وإنما لتحسين سمعتها وصورتها في المجتمع. وأخيرًا، هناك إستراتيجية تسمى (البيع الجماعي) وهي تتكون من مجموعات من الناس، معظمهم من فئة الشباب، يجوبون المنازل في الأحياء المختلفة، وذلك بهدف مساعدة الشركات على ترويج وبيع منتجاتها أو خدماتها.[بحاجة لمصدر]
عند تطبيق تسويق العصابات أو التسويق في الشوارع، تفكر المنظمات أيضًا في التركيز على النهج النفسي. وهذا يعني بالنسبة للعديد من الشركات، ما إذا كانت تحقق نجاحًا أم لا. إذ يركز التسويق في الشارع على بعض الجوانب النفسية لمعرفة سلوك العملاء وتفضيلاتهم. فعلى سبيل المثال، تدرس مناطق نفسية معينة كيفية تقسيم أدمغة الناس: 45% من الأشخاص هم من ذوي الدماغ الأيسر، و45% من ذوي الدماغ الأيمن، و10% متوازنون. يميل الأشخاص ذوو الدماغ الأيسر إلى أن يكونوا منطقيين، ويميل الأشخاص ذوو الدماغ الأيمن إلى أن يكونوا عاطفيين، والباقي يجمع بين الاثنين. بعد ذلك، تقرر الشركات الطريقة التي ستدير بها حملات التسويق في الشوارع وفقًا للمنتج أو الخدمة التي تقدمها الشركات، وكذلك نوع العميل. إلى جانب ذلك، تبني جميع الشركات تقريبًا حملات التسويق في الشوارع على أساس تكرار الرسائل التي تنشرها بين عملائها. يرتبط هذا التكرار بالجزء اللاواعي من العقل. وهو المسؤول عن اتخاذ القرارات.